# Megatrygon microps
Megatrygon microps ist eine Rochenart und lebt im Indopazifik zwischen Mosambik, Indien und dem Norden Australiens.

## Merkmale
Megatrygon microps hat eine rautenförmige Brustflossen-Scheibe, die etwa eineinhalb mal so breit wie lang ist und Breiten bis 2,2 m erreicht. An den Seiten läuft die Scheibe in flachem Winkel aus, zur Schnauze hin ist sie gerundet, mit einer kleinen vorstehenden Spitze. Der Schwanz ist etwas kürzer als die Scheibe, der vordere Teil bis zu einem Giftstachel breit und flach, der hintere peitschenähnlich. Die Oberseite ist braun bis rotbraun, dunkler in Richtung des Schwanzes. Die Unterseite ist weiß.

## Lebensweise
Der Rochen lebt sowohl an Küsten in Riffen und Flussmündungen als auch im Pelagial. Näheres über Lebensraum und Beutetiere ist nicht bekannt. Er ist ovovivipar, die Weibchen bringen meist nur ein einzelnes Jungtier mit einer Scheibenbreite von 31 bis 33 cm zur Welt. Er wird gelegentlich als Beifang von Langleinen-, Baumkurren- und Ringwaden-Fischern eingebracht. Genauere Bestandszahlen liegen nicht vor, weshalb sein Gefährdungsstatus von der IUCN mit DD (Daten Defizit) bewertet wird. Aufgrund seines Aufenthalts auch in größeren Tiefen ist er vermutlich durch die Befischung seines Lebensraums weniger stark bedroht als andere Arten.

## Systematik
Die Rochenart wurde im Jahr 1908 durch den britischen Zoologen Nelson Annandale unter der wissenschaftlichen Bezeichnung Trygon microps beschrieben, später dann der Gattung Dasyatis zugeordnet. Bei einer Mitte 2016 erfolgten Revision der Dasyatidae wurde die Art in die monotypische Gattung Megatrygon gestellt. Sie ist die Schwesterart einer Klade, die aus Styracura schmardae, den Süßwasserstechrochen (Potamotrygonidae) und den Amerikanischen Rundstechrochen (Urotrygonidae) gebildet wird. Die Art wird nur noch provisorisch den Dasyatidae zugeordnet.